# Ferozewala
Ferozewala (Urdu فِيروزوالا) ist eine Stadt im Distrikt Sheikhupura in der Provinz Punjab in Pakistan. Sie bildet eine Vorstadt von Gujranwala.

## Bevölkerungsentwicklung
| Zensusjahr | Einwohnerzahl |
| ---------- | ------------- |
| 1998       | 55.433        |
| 2017       | 141.405       |